# 连县唇柱苣苔
连县唇柱苣苔（学名：Chirita lienxienensis），为苦苣苔科唇柱苣苔属下的一个植物种。